# Хикс, Айзея
Айзея Дуэйн Хикс (англ. Isaiah Dwayne Hicks; род. 24 июля 1994 года в Оксфорде, штат Северная Каролина, США) — американский профессиональный баскетболист, играющий на позиции тяжёлого форварда.

## Карьера

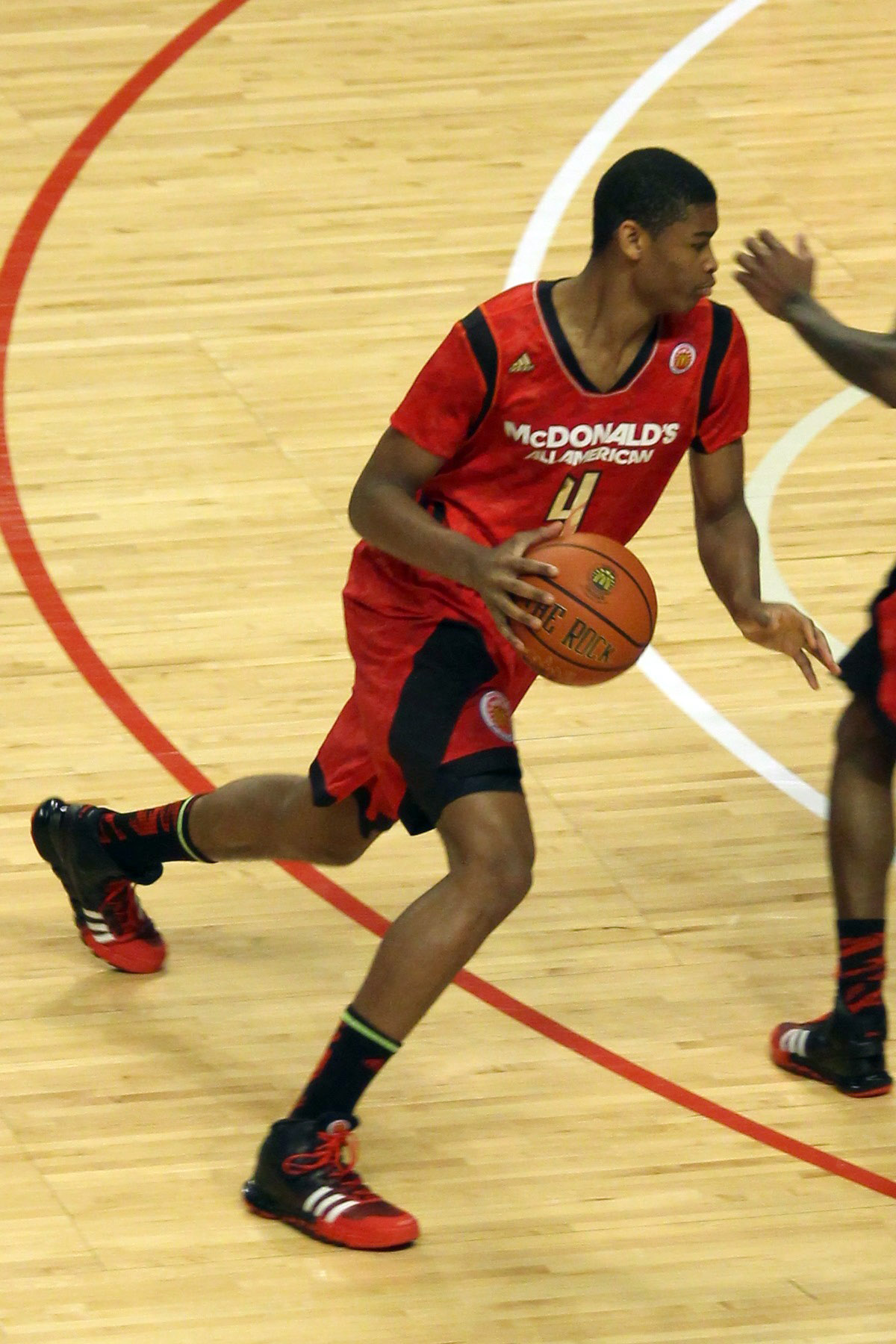
Хикс в матче 2013 года McDonald's All-American

В старшей школе Джей Эф Уэбба (Северная Каролина) был выбран для участия в матче McDonald's All-American 2013 года.
Поступив в 2013 году в престижный университет Северной Каролины Айзейя провёл 4 сезона в NCAA и стал чемпионом студенческой ассоциации в 2017 году. В чемпионском сезоне его показатели составили 11,8 очка, 5,5 подборов, 1,4 передачи. В том же году Хикс выставил свою кандидатуру на драфт НБА, но выбран не был. После участия в Летней лиге НБА подписал контракт с «Шарлотт Хорнетс», а затем перешел в «Нью-Йорк Никс». Его показатели в сезоне 2017/2018 за «Никс» составили 4,4 очка, 2,3 подбора за 18 игр. Еще 38 игр Айзейя провел за «Уэстчестер Никс» в G-league, набирая в среднем 15,8 очка, 7,8 подбора, 1,5 передачи и 2,0 блок-шота.
В сезоне (2018/2019) Хикс провёл в составе «Нью-Йорк Никс» 3 матча со средними показателями 4,0 очка, 2,3 подбора и 1,0 блок-шота. Большую часть сезона Айзейя выступал за «Уэстчестер Никс» со статистикой 15,9 очка, 7,4 подбора, 2,6 передачи и 1,8 блок-шота в среднем за игру.
В августе 2019 года Хикс подписал контракт с «Автодором». В 14 матчах Единой лиги ВТБ Айзея набирал 12,9 очка и 6,7 подбора, а также стал лучшим в лиге по блок-шотам (2,0).

## Достижения
- Чемпион NCAA: 2017
- Серебряный призёр NCAA: 2016

## Статистика

### Статистика в НБА
| Сезон                                                                                    | Команда  | Регулярный сезон | Регулярный сезон | Регулярный сезон | Регулярный сезон | Регулярный сезон | Регулярный сезон | Регулярный сезон | Регулярный сезон | Регулярный сезон | Регулярный сезон | Регулярный сезон | Серия плей-офф | Серия плей-офф | Серия плей-офф | Серия плей-офф | Серия плей-офф | Серия плей-офф | Серия плей-офф | Серия плей-офф | Серия плей-офф | Серия плей-офф | Серия плей-офф |
| Сезон                                                                                    | Команда  | GP               | GS               | MPG              | FG%              | 3P%              | FT%              | RPG              | APG              | SPG              | BPG              | PPG              | GP             | GS             | MPG            | FG%            | 3P%            | FT%            | RPG            | APG            | SPG            | BPG            | PPG            |
| ---------------------------------------------------------------------------------------- | -------- | ---------------- | ---------------- | ---------------- | ---------------- | ---------------- | ---------------- | ---------------- | ---------------- | ---------------- | ---------------- | ---------------- | -------------- | -------------- | -------------- | -------------- | -------------- | -------------- | -------------- | -------------- | -------------- | -------------- | -------------- |
| 2017/18                                                                                  | Нью-Йорк | 18               | 0                | 13,3             | 45,8             | 22,2             | 66,7             | 2,3              | 0,9              | 0,1              | 0,2              | 4,4              | Не участвовал  | Не участвовал  | Не участвовал  | Не участвовал  | Не участвовал  | Не участвовал  | Не участвовал  | Не участвовал  | Не участвовал  | Не участвовал  | Не участвовал  |
| 2018/19                                                                                  | Нью-Йорк | 3                | 0                | 10,8             | 50,0             | -                | 80,0             | 2,3              | 0,7              | 0,3              | 1,0              | 4,0              | Не участвовал  | Не участвовал  | Не участвовал  | Не участвовал  | Не участвовал  | Не участвовал  | Не участвовал  | Не участвовал  | Не участвовал  | Не участвовал  | Не участвовал  |
|                                                                                          | Всего    | 21               | 0                | 12,9             | 46,3             | 22,2             | 69,6             | 2,3              | 0,9              | 0,1              | 0,3              | 4,4              | Не участвовал  | Не участвовал  | Не участвовал  | Не участвовал  | Не участвовал  | Не участвовал  | Не участвовал  | Не участвовал  | Не участвовал  | Не участвовал  | Не участвовал  |
| Наведите курсор мыши на аббревиатуры в заголовке таблицы, чтобы прочесть их расшифровку. |          |                  |                  |                  |                  |                  |                  |                  |                  |                  |                  |                  |                |                |                |                |                |                |                |                |                |                |                |

### Статистика в Джи-Лиге
| Сезон                                                                                    | Команда         | Регулярный сезон | Регулярный сезон | Регулярный сезон | Регулярный сезон | Регулярный сезон | Регулярный сезон | Регулярный сезон | Регулярный сезон | Регулярный сезон | Регулярный сезон | Регулярный сезон | Серия плей-офф | Серия плей-офф | Серия плей-офф | Серия плей-офф | Серия плей-офф | Серия плей-офф | Серия плей-офф | Серия плей-офф | Серия плей-офф | Серия плей-офф | Серия плей-офф |
| Сезон                                                                                    | Команда         | GP               | GS               | MPG              | FG%              | 3P%              | FT%              | RPG              | APG              | SPG              | BPG              | PPG              | GP             | GS             | MPG            | FG%            | 3P%            | FT%            | RPG            | APG            | SPG            | BPG            | PPG            |
| ---------------------------------------------------------------------------------------- | --------------- | ---------------- | ---------------- | ---------------- | ---------------- | ---------------- | ---------------- | ---------------- | ---------------- | ---------------- | ---------------- | ---------------- | -------------- | -------------- | -------------- | -------------- | -------------- | -------------- | -------------- | -------------- | -------------- | -------------- | -------------- |
| 2017/18                                                                                  | Уэстчестер Никс | 37               | 36               | 29,5             | 57,7             | 33,3             | 80,9             | 7,8              | 1,5              | 0,8              | 2,1              | 15,6             | 1              | 1              | 39,6           | 61,1           | 50,0           | -              | 8,0            | 2,0            | 0,0            | 0,0            | 23,0           |
| 2018/19                                                                                  | Уэстчестер Никс | 27               | 27               | 30,0             | 49,1             | 31,3             | 79,0             | 7,3              | 2,7              | 1,0              | 1,8              | 16,5             | 2              | 2              | 27,1           | 60,0           | 0,0            | -              | 7,5            | 3,0            | 0,5            | 1,5            | 9,0            |
|                                                                                          | Всего           | 64               | 63               | 29,7             | 53,6             | 31,6             | 80,2             | 7,6              | 2,0              | 0,9              | 1,9              | 16,0             | 3              | 3              | 31,3           | 60,6           | 33,3           | -              | 7,7            | 2,7            | 0,3            | 1,0            | 13,7           |
| Наведите курсор мыши на аббревиатуры в заголовке таблицы, чтобы прочесть их расшифровку. |                 |                  |                  |                  |                  |                  |                  |                  |                  |                  |                  |                  |                |                |                |                |                |                |                |                |                |                |                |

### Статистика в колледже
| Сезон                                                                                   | Команда           | GP  | GS | MPG  | FG%  | 3P%  | FT%  | RPG | APG | SPG | BPG | PPG  |  |
| --------------------------------------------------------------------------------------- | ----------------- | --- | -- | ---- | ---- | ---- | ---- | --- | --- | --- | --- | ---- |  |
| 2013/14                                                                                 | Северная Каролина | 34  | 0  | 7,3  | 41,7 | 20,0 | 57,9 | 1,0 | 0,2 | 0,1 | 0,4 | 1,2  |  |
| 2014/15                                                                                 | Северная Каролина | 38  | 3  | 14,8 | 54,4 | 0,0  | 62,1 | 3,0 | 0,3 | 0,2 | 0,4 | 6,6  |  |
| 2015/16                                                                                 | Северная Каролина | 40  | 3  | 18,1 | 61,4 | -    | 75,6 | 4,6 | 0,7 | 0,5 | 0,6 | 8,9  |  |
| 2016/17                                                                                 | Северная Каролина | 39  | 39 | 23,3 | 57,4 | -    | 77,9 | 5,5 | 1,4 | 0,4 | 0,7 | 11,8 |  |
|                                                                                         | Всего             | 151 | 45 | 16,2 | 57,1 | 16,7 | 72,5 | 3,6 | 0,7 | 0,3 | 0,5 | 7,4  |  |
| Наведите курсор мыши на аббревиатуры в заголовке таблицы, чтобы прочесть их расшифровку |                   |     |    |      |      |      |      |     |     |     |     |      |  |